# ترسوول
ترسوول هي بلدة في مقاطعة كسبي في ولاية قشقداريا في أوزبكستان.